# Districtul Huangshan
Districtul Huangshan (în chineză simplificată: 黄山区; chineză tradițională: 黃山區; pinyin: Huángshān Qū) este un district al orașului Huangshan, provincia Anhui, China. Are o populație de 163,000 locuitori și o suprafață de 1.669 km2. Guvernul districtului Huangshan este situat în orașul Jintai. Renumitul Munte Huangshan este situat în district.

## Diviziuni administrative
Districtul Huangshan este împărțit într-un subdistrict, 9 orașe și 5 municipii.
Subdistricte
- Subdistrictul Xincheng (新城街道)

Orașe
| - Gantang (甘棠镇) - Xianyuan (仙源镇) - Taipinghu (太平湖镇) - Gengcheng (耿城镇) - Tanjiaqiao (谭家桥镇) | - Tangkou (汤口镇) - Sankou (三口镇) - Jiaocun (焦村镇) - Wushi (乌石镇) |

Municipii
| - Municipiul Xinfeng (新丰乡) - Municipiul Xinhua (新华乡) - Municipiul Yongfeng (永丰乡) | - Municipiul Longmen (龙门乡) - Municipiul Xinming (新明乡) |

## Clima
| Date climatice pentru Huangshan District (1991–2020) | Date climatice pentru Huangshan District (1991–2020) | Date climatice pentru Huangshan District (1991–2020) | Date climatice pentru Huangshan District (1991–2020) | Date climatice pentru Huangshan District (1991–2020) | Date climatice pentru Huangshan District (1991–2020) | Date climatice pentru Huangshan District (1991–2020) | Date climatice pentru Huangshan District (1991–2020) | Date climatice pentru Huangshan District (1991–2020) | Date climatice pentru Huangshan District (1991–2020) | Date climatice pentru Huangshan District (1991–2020) | Date climatice pentru Huangshan District (1991–2020) | Date climatice pentru Huangshan District (1991–2020) | Date climatice pentru Huangshan District (1991–2020) |
| Luna                                                 | Ian                                                  | Feb                                                  | Mar                                                  | Apr                                                  | Mai                                                  | Iun                                                  | Iul                                                  | Aug                                                  | Sep                                                  | Oct                                                  | Nov                                                  | Dec                                                  | Anual                                                |
| ---------------------------------------------------- | ---------------------------------------------------- | ---------------------------------------------------- | ---------------------------------------------------- | ---------------------------------------------------- | ---------------------------------------------------- | ---------------------------------------------------- | ---------------------------------------------------- | ---------------------------------------------------- | ---------------------------------------------------- | ---------------------------------------------------- | ---------------------------------------------------- | ---------------------------------------------------- | ---------------------------------------------------- |
| Maxima medie °C (°F)                                 | 8.9 (48)                                             | 11.9 (53,4)                                          | 16.7 (62,1)                                          | 22.9 (73,2)                                          | 27.4 (81,3)                                          | 29.7 (85,5)                                          | 33.3 (91,9)                                          | 32.7 (90,9)                                          | 28.7 (83,7)                                          | 23.7 (74,7)                                          | 17.8 (64)                                            | 11.6 (52,9)                                          | 22,11 (71,79)                                        |
| Media zilnică °C (°F)                                | 3.4 (38,1)                                           | 6.0 (42,8)                                           | 10.3 (50,5)                                          | 16.3 (61,3)                                          | 21.1 (70)                                            | 24.4 (75,9)                                          | 27.7 (81,9)                                          | 26.9 (80,4)                                          | 22.7 (72,9)                                          | 17.0 (62,6)                                          | 10.9 (51,6)                                          | 5.1 (41,2)                                           | 15,98 (60,77)                                        |
| Minima medie °C (°F)                                 | −0.3 (31,5)                                          | 1.8 (35,2)                                           | 5.6 (42,1)                                           | 11.2 (52,2)                                          | 16.3 (61,3)                                          | 20.6 (69,1)                                          | 23.6 (74,5)                                          | 23.2 (73,8)                                          | 18.9 (66)                                            | 12.5 (54,5)                                          | 6.3 (43,3)                                           | 0.7 (33,3)                                           | 11,7 (53,06)                                         |
| Precipitații mm (inches)                             | 84.2 (3.315)                                         | 93.2 (3.669)                                         | 139.7 (5.5)                                          | 154.5 (6.083)                                        | 182.7 (7.193)                                        | 288.3 (11.35)                                        | 230.0 (9.055)                                        | 158.7 (6.248)                                        | 86.4 (3.402)                                         | 59.1 (2.327)                                         | 67.1 (2.642)                                         | 54.1 (2.13)                                          | 1.598 (62,91)                                        |
| Umiditate [%]                                        | 79                                                   | 78                                                   | 77                                                   | 76                                                   | 77                                                   | 81                                                   | 79                                                   | 81                                                   | 82                                                   | 80                                                   | 81                                                   | 78                                                   | 79,1                                                 |
| Nr. de zile cu precipitații (≥ 0.1 mm)               | 13.1                                                 | 12.7                                                 | 15.9                                                 | 14.7                                                 | 14.4                                                 | 16.0                                                 | 13.9                                                 | 14.9                                                 | 10.0                                                 | 8.9                                                  | 10.8                                                 | 10.0                                                 | 155,3                                                |
| Nr. mediu de zile cu ninsoare                        | 4.6                                                  | 2.4                                                  | 0.8                                                  | 0                                                    | 0                                                    | 0                                                    | 0                                                    | 0                                                    | 0                                                    | 0                                                    | 0.2                                                  | 1.9                                                  | 9,9                                                  |
| Ore însorite                                         | 96.4                                                 | 98.1                                                 | 119.3                                                | 134.8                                                | 151.5                                                | 126.2                                                | 191.6                                                | 169.7                                                | 140.6                                                | 141.8                                                | 122.5                                                | 121.7                                                | 1.614,2                                              |
| Sursă: China Meteorological Administration⁠(d)        |                                                      |                                                      |                                                      |                                                      |                                                      |                                                      |                                                      |                                                      |                                                      |                                                      |                                                      |                                                      |                                                      |